# 六角精児
六角 精児（ろっかく せいじ、1962年6月24日 - ）は、日本の俳優、ミュージシャン、ラジオDJ、タレントである。
主な出演作品としては、テレビドラマの『相棒』シリーズ、『民王』『不機嫌な果実』『ごめん、愛してる』、NHK連続テレビ小説の『純情きらり』『カーネーション』『まれ』、大河ドラマ『武蔵 MUSASHI』『おんな城主 直虎』『真夜中のパン屋さん』など、映画作品では『鑑識・米沢守の事件簿』『超高速!参勤交代』シリーズなど。劇団扉座所属で、マネジメントは舞プロモーションに依頼している。本名は山地 克明（やまじ かつあき）。また音楽活動も熱心に行い、洋楽、邦楽のフォーク、ブルースなどについて造詣が深い。

## 来歴
兵庫県姫路市出生、兵庫県高砂市を経て神奈川県相模原市育ち。
厳密には「姫路市で生まれ、幼少期を高砂市で育っている」という。小学生の時に高砂市から相模原市へ引越していたため、関西弁も話せるが、日常生活では関東弁を話す。
最初、芝居は好きではなかったと発言し、「中学生の時に演劇部を見たが、あれをやる人の気持ちがわからない」とも語っている。進学した神奈川県立厚木高等学校では、当時、生徒全員部活に入部しなければならない決まりになっており、たまたま誘われた演劇部に入部。この時はすぐに退部できそうだと思っていた。しかし、当時の演劇部部長だった横内謙介（後の劇団扉座座長）にキャスティングされて出演した舞台が、演劇コンクールの全国大会まで進出し、結局その後も演劇部に在籍していた。だが、「早く終わらないかな」などとは思っていた。その一方で「観客の前に立ってドキドキするのは嫌いじゃなかった」とも語っている。その後、横内を中心としたこの時の演劇部のメンバーで善人会議を創立し、六角も誘われて入団。後に劇団扉座と改名して活動。
大学は最初、日本大学芸術学部を受験。この時の実技テストには、丸太を赤ちゃんに見立てて抱く演技、鐘で寒さを表現する演技があったが（この時に丸太を落として普通に拾ったり、ただ鐘を鳴らして「寒い」と言っただけだった、と語っている）、日本大学は不合格となった。浪人生活の後、学習院大学経済学部経済学科に合格して入学。学習院には、在学していた皇族に興味を持って入った。実際に皇太子（六角への取材当時）をトイレで見かけ、秋篠宮（同）とは法学の授業で一緒になったことがあった。しかし、大学在学中に横内謙介の舞台に出演するようになったことで、劇団の活動に時間をとられ2年から進級できず、6年間在籍した後に大学を中退する。20歳頃に、横内に「六角精児」という芸名を付けられる。「とにかくインパクトある名前を」ということで、「精児」は精子に由来している。同じく俳優であり、名前が似ている六角慎司とは関連性はない。
大学入学後からギャンブルにハマる。大学生時代に家庭教師のアルバイトはしていたが、これだけでは遊ぶ金には足りず学生ローンで借り続けていた。ギャンブル依存は借金を完済出来た40代まで続き、消費者金融に500万円、人から借りた金などを合わせて1000万円とも言われたという借金を抱え込む。ギャンブルに関しては2019年2月1日放送分の金曜プレミアム『実録!金の事件簿』（フジテレビ系）で改めて明かしており、テレビドラマ『相棒』（テレビ朝日）出演中にも多額の借金をしていたことが本人の口によって語られた。同番組司会の坂上忍は「俳優としては素晴らしい方ですが、人としてはただのクズだと思います!」と呆れていた。六角はミュージシャンとしても活動し、相島一之とは、無名時代からの友人である。相島は六角バンドに2年ほど所属していたことあり、六角バンドのファースト・アルバムでブルースハープを演奏している。また、六角はNHKラジオ第一放送でDJとして出演した。
2006年には1クール内で3本のドラマにレギュラー出演。『電車男』（フジテレビ）に出演したころからテレビのレギュラー出演が入るようになり、借金の全額返済に成功する。
2009年春、映画『相棒シリーズ 鑑識・米沢守の事件簿』で主演を務める。2015年より、NHK BSプレミアム（後にNHK BS）にて自身の初の冠番組でもある『六角精児の呑み鉄本線・日本旅』がスタートした。年に4つから5つの特番として放送されており2024年5月時点で本編37本、総集編4本が放送される人気シリーズとなっている。
代表出演作の1つである『相棒』シリーズは、スケジュールの拘束期間が長く他の予定が取れないという理由でシーズン14を最後に自ら降板している。

## 人物
- 母親はいわゆる教育ママで、子供の頃から「いい大学、いい会社に入って、世の中の敗者になるな」といつも厳しく言われ続けてきたという。テストは80点以上取らないと怒られ、悪い点数のテストは捨てられたり土に埋めたりされたという[7]。高校入学後、最初のテストの成績が下位だったため、六角は同級生の優秀さに挫折してやる気を喪失したという[13]。息子の成績不振に母親は怒り狂ったが、六角は高校3年時の国語偏差値が17であったと自白している[13]。
- 2000年頃から鉄道ファン、乗り鉄となる[14]。タモリ電車クラブ会員番号No.20。鉄道関係の番組への出演も多くなり、メ〜テレ開局50周年記念ドラマ『名古屋行き最終列車』では鉄道員役を演じた。
- 相模原市立上鶴間中学校時代の同級生にプロ野球選手の菅野智之の母（原辰徳の妹）がいたことを語っている[15]。
- パチンコ、競輪、そして本人いわく“人に言えないようなこと”まで、あらゆるギャンブルにのめり込んでいた時期もあり[7][注 1]、このままでは生活に支障が出てしまうのではないかとの懸念から、興味の対象を移すために元々好きだった鉄道ファンで生きていこうとしたという[7]。趣味のギターと歌声もかなりの実力がありコンサートも開催している[16]。
- 全国の競輪場を旅打ちして周ったほどの競輪ファンである[17]。
- ボクシングファンである。その造詣は芸能界きってといわれるほどで2023年時点で50年のボクシング観戦歴があるといわれてもいる[18]。
- パチンコ台に設置されている「玉貸機」を作るアルバイトで生計を立てパチンコ通いを続けた。自分が作った玉貸機にアルバイト代が全額吸い込まれていく姿を見て哀愁を感じた。
- 『相棒』では鑑識課員米沢としてパソコン等を使いこなす演技を見せているが、六角本人はパソコンは全く分からないという[7]。成人向けサイトに接続するため設定を妻に頼んだものの、最後には妻も怒り呆れ作業を投げ出してしまった。今も六角のパソコンはネットに接続できないままだという（本人談[19]。）
- 松田優作が好きで、小学生の頃は自転車で松田の自宅を探しに行ったり、中学生以降は『暴力教室』『ヨコハマBJブルース』『探偵物語』などの松田主演作品を好み、松田になりきって格好もまねたこともあったという[20]。

## 家族・親族

### 山地家
- 父・悠一郎[9]（歴史研究家）
  - 1927年（昭和2年）大阪生まれ[9]。神奈川県相模原市在住[9]。「南朝史」「戦中戦後史」の闇の部分の解明者として著名である[9]。おもな著書に『護良親王の伝説』『昭和史疑』『南朝・最後の証言』など[9]。
  - 2020年現在、TwitterやFacebookに投稿を続けている。
- 初婚は20代の時（2年で離婚）で[7]、以後3度の離婚歴があり[21]、3度目の妻との間には長男をもうけている[21]。そのため「20代、30代の頃は辛すぎてよく覚えていない」とも語っている[7]。インタビューでプライベートでの相棒は、7年間以上飼っている亀であると答えていたが[22]、2011年10月に2度目の妻と復縁し、4度目の結婚をしていたことが明らかになった[21]。

## 六角精児バンド
- 1996年に六角が公私の仲間と組んで結成したアコースティックバンド。下北沢のライブハウス等で地道に活動しており、2014年にアルバム「石ころ人生」でCDデビューを果たす。六角はボーカルとギターを担当。

### メンバー
- 高橋悟朗（ベース）
- 有馬自由（パーカッション）
- 佐藤克彦（ギター）

元メンバー
- 江上徹（ギター）
- 青葉昌之（ベース）

### ディスコグラフィー
シングル
1. 只見線のうた（2017年2月11日CD発売、2017年2月15日音楽配信で発売）
  - 2016年6月11日、只見駅前で開催した「只見線縁結びLIVE」で初披露した楽曲。

アルバム
1. 石ころ人生（2014年1月20日）
2. そのまま生きる（2019年12月18日）
3. ともだちのうた  (2024年5月31日)

オムニバス・アルバム
1. JNR to JR ～ 国鉄民営化30周年記念トリビュート・アルバム（2017年3月29日） - 「電車でホイ」

## その他ディスコグラフィー
- 六角精児と下田逸郎 / 唄物語 緑の匂い（2017年4月発売）
- 六角精児と下田逸郎 / 六角精児と下田逸郎の坊津コンサート (2019年11月発売)
- 六角精児 / 人は人を救えない（2022年4月発売）

## 出演作品

### テレビドラマ
- 世界で一番君が好き! Vol.6 - 中野 役（1990年2月19日、フジテレビ）
- お江戸捕物日記 照姫七変化 第4話「にせ小判を追え!」（1990年3月21日、フジテレビ）
- 日産60周年記念スペシャル 「瀬戸内少年野球団」（1993年）
- 沙粧妙子-最後の事件-（1995年）
- 金曜エンタテイメント ナニワ金融道（1996年 - 2005年、フジテレビ） - 元木清 役
- 刑事追う! 第5話（1996年、テレビ東京系列）
- ギフト 第5話（1997年、フジテレビ）
- きらきらひかる（1998年、フジテレビ）
- 火曜サスペンス劇場 外科医有森冴子 「母…」（2000年、日本テレビ）
- モナリザの微笑（2000年、フジテレビ）
- 月下の棋士（2000年、テレビ朝日） - 新聞記者 役
- 合い言葉は勇気（2000年、フジテレビ） - 鳥井マネージャー 役
- アナザヘヴン〜eclipse〜 第3・4話（2000年5月4・11日、テレビ朝日）
- 相棒（テレビ朝日） - 米沢守 役
  - pre season 第1話（2000年6月3日） - 米沢監察医 役[注 2]
  - pre season 第2話 - season14 最終話（2001年1月27日 - 2016年3月16日）
  - 裏相棒（2008年4月21日 - 5月1日）
  - season15 第13・14話（2017年2月1・8日）
  - season16 第5話（2017年11月15日）
  - season20 第17話（2022年3月2日）[25]
  - season21 第20話・最終話（2023年3月8日・15日）[26]
- はみだし刑事情熱系 PART5 第8話（2000年、テレビ朝日） - 森岡正明 役
- ロケットボーイ（2001年、フジテレビ）
- 壁ぎわ税務官（2001年、フジテレビ）
- 鬼平犯科帳 9シリーズ第4話「一本饂飩」（2001年、フジテレビ）
- ウルトラマンコスモス 第50話「怪獣密輸!?」（2002年、毎日放送） - 佐伯刑事 役 ※未放送作品
- 大河ドラマ（NHK総合）
  - 武蔵（2003年） - 黒崎弥六 役
  - おんな城主 直虎（2017年） - 本多正信 役
- 連続テレビ小説（NHK総合）
  - こころ（2003年） - 丹下雅紀 役
  - 純情きらり（2006年） - 松浦利雄 役
  - カーネーション（2012年） - 松田恵 役
  - まれ（2015年） - 安西隼人 役
  - 半分、青い。（2018年） - 西園寺満 役[27]
  - おちょやん（2020年） - 片金平八 役[28]
- サラリーマンNEO（2003年、2004年、NHK総合）
- ぼくの魔法使い（2003年4月 - 7月、日本テレビ）
- すいか（2003年7月 - 9月、日本テレビ）
- あなたの人生お運びします!（2003年、TBS）
- ダイヤモンドガール（2003年、フジテレビ）
- 人間の証明（2004年、フジテレビ）
- ホームドラマ!（2004年、TBS）
- 電車男（2005年、フジテレビ） - 牛島貞雄 役
- 税務調査官・窓際太郎の事件簿13（2005年9月26日、TBS） - 中内統括官 役
- 野ブタ。をプロデュース 8話（2005年12月3日、日本テレビ） - OLに絡む酔っ払い 役
- 喰いタン（2006年、日本テレビ）
- マイ★ボス マイ★ヒーロー（2006年、日本テレビ）
- 松本清張スペシャル・共犯者（2006年5月9日、日本テレビ） - ペットショップのチーフ 役
- Ns'あおい（2006年、フジテレビ）
- 生物彗星WoO（2006年、NHK総合） - カチョウ 役
  - 第3話「ヒーロー? 誕生」
  - 第9話「追いつめられて」
  - 第11話「ラブ・フォー・オール」
- ダンドリ。〜Dance☆Drill〜（2006年、フジテレビ）
- サプリ（2006年、フジテレビ）
- 魔弾戦記リュウケンドー（2006年、テレビ東京）
- アンナさんのおまめ（2006年、テレビ朝日）
- 美少女戦麗舞パンシャーヌ 奥様はスーパーヒロイン!（2006年、テレビ東京）
- 警視庁捜査一課9係特別編（2006年、テレビ朝日） - 米沢守 役
- 拝啓、父上様（2007年、フジテレビ）
- 翼の折れた天使たち（2007年、フジテレビ）
- セクシーボイスアンドロボ（2007年、日本テレビ）
- 生きる（2007年、日本テレビ）
- 出るトコ出ましょ!（2007年、フジテレビ）
- 死化粧師（2007年、テレビ東京）
- ロス:タイム:ライフ（2008年2月、フジテレビ） - 店長 役
- キミ犯人じゃないよね? 第4話ゲスト（2008年5月2日、テレビ朝日）
- パズル（2008年6月6日、ABC・テレビ朝日） - 西野繁 役
- おせん 第8話ゲスト（2008年6月10日、日本テレビ） - 藤木克己 役
- あの日、僕らの命はトイレットペーパーよりも軽かった（2008年7月8日、日本テレビ） - 原一平 役
- スクラップ・ティーチャー〜教師再生〜（2008年10月 - 12月、日本テレビ） - 矢吹一 役
- 警官の血 第一夜（2009年2月7日 テレビ朝日） - 工藤行夫 役
- ヴォイス〜命なき者の声〜 第5話（2009年2月9日、フジテレビ）
- ぼくの妹（2009年5月、TBS） - 池袋北署・刑事課長 役
- オルトロスの犬（2009年、TBS） - 二宮健 役
- 7万人探偵ニトベ（2009年、BS朝日） - 宗像次郎 役
- 傍聴マニア09〜裁判長!ここは懲役4年でどうすか〜（2009年10月 - 12月、日本テレビ） - 山野鳥夫 役
- インディゴの夜（2010年1月 - 4月、フジテレビ） - 塩谷馨 役
- 同窓会〜ラブ・アゲイン症候群（2010年4月22日 - 6月17日、テレビ朝日） - 亀村太一 役
- club 104（2010年1月〜 BS朝日） - マスター 役
- ホタルノヒカリ2 第5話（2010年8月4日、日本テレビ） - 江古田 役
- 天使の代理人（2010年9月-10月、フジテレビ）
- 隠密秘帖（2011年1月1日、NHK総合） - 村井 役
- 美咲ナンバーワン!! 第1話ゲスト（2011年、日本テレビ） - キャバクラの客 役
- 私は屈しない〜特捜検察と戦った女性官僚と家族の465日（2011年1月31日、TBS） - 泉谷主任検事（モデルは前田恒彦） 役
- 浅見光彦シリーズ 第29作「菊池伝説殺人事件」（2011年2月7日、TBS） - 丸山寿夫刑事 役
- スクール!! 第7話（2011年3月6日、フジテレビ）
- 家族法廷（2011年4月-6月、BS朝日） - 桑島健一 役
- 最後の晩餐 〜刑事・遠野一行と七人の容疑者〜（2011年5月、テレビ朝日） - 杉崎孝夫 役
- ヤメ刑探偵 加賀美塔子シリーズ（2011年6月6日 - 、TBS） - 丸岡仁 役
- 棘の街（2011年6月18日、ABC・テレビ朝日） - 関谷研 役
- 陽はまた昇る（2011年7月21日 - 9月15日、テレビ朝日） - 杉崎孝夫 役
- 美男ですね（2011年7月15日 - 9月23日、TBS） - 出口 役
- 新・警視庁捜査一課9係Season3 第1話（2011年7月6日、テレビ朝日） - 米沢守 役
- 魔術はささやく（2011年9月9日、フジテレビ） - 牧野五郎 役
- 朝ドラ殺人事件（2012年3月28・29日、NHK総合） - 栗山の幽霊 役
- アナザーフェイス〜刑事総務課・大友鉄〜（2012年5月26日、ABC・テレビ朝日） - 武本一朗 役
- 浪花少年探偵団 第1・2話（2012年7月2日、7月9日、TBS） - 水谷 役
- よく眠れる森のレストラン アナタのココロをおもてなし（2012年8月29日、NHK BSプレミアム） - ドクトル 役
- 大河ドラマ大作戦（2012年8月26日、NHK総合）
- 名古屋行き最終列車（メ〜テレ） - 森本宗太郎 役[29]
  - 第1弾（2012年12月17日 - 12月20日）
  - 第2弾（2014年1月27日 - 1月30日） ※第4夜では主演
  - 第3弾（2015年2月2日 - 2月6日） ※第4夜では主演
  - 第4弾（2016年2月1日 - 2月4日） ※第4夜では主演
  - 第6弾（2018年1月16日 - 3月20日）
  - 第7弾 (2019年1月15日 - 3月26日)
  - 第8弾 (2020年1月28日 - 2月2日) ※第4夜では主演
  - 第9弾 (2021年2月20日 - 2月21日)
  - 第10弾 (2022年1月18日 - 2月8日)
- TAKE FIVE〜俺たちは愛を盗めるか〜（2013年4月19日 - 6月21日、TBS） - 南真一 役
- 真夜中のパン屋さん（2013年4月28日 - 6月16日、NHK BSプレミアム） - 斑目裕也 役
- 桜ほうさら（2014年1月1日、NHK総合） - 村田屋治兵衛 役
- 鉄子の育て方（2014年4月7日 - 6月30日、メ〜テレ） - 西枇杷島 役
- ルーズヴェルト・ゲーム（2014年4月27日 - 6月22日、TBS） - 朝比奈誠 役
- ゼロの真実〜監察医・松本真央〜（2014年7月 - 9月、テレビ朝日） - 岩松正彦 役
- 途中下車（2014年12月、NHK総合）
- 土曜プレミアム 新ナニワ金融道 (2015年1月24日、フジテレビ） - 元木清 役
- 赤と黒のゲキジョー おばさん弁護士 町田珠子（2015年1月30日、フジテレビ） - 山形寿太郎 役
- 紅白が生まれた日（2015年3月21日、NHK総合） - 古川ロッパ 役[30]
- ホテルコンシェルジュ 第2話（2015年7月14日、TBS） - 鈴木亮治 役
- 民王（2015年7月 - 9月、テレビ朝日） - 小中寿太郎 役
- 三人兄弟（2015年10月 - 12月、メ〜テレ） - 主演・真野金一 役[31]
  - 三人兄弟2（2016年10月 - 12月、メ〜テレ）[32]
- ジョナ散歩（2015年12月・2016年1月、NHK Eテレ） - ジョナサン（散歩好きの妖精）役（主演）
- 武道館（2016年2月 - 3月、フジテレビ・BSスカパー!） - ハカセ 役[33]
- 空腹アンソロジー（2016年3月13日、テレビ東京） - タカシ 役[34]
- 不機嫌な果実（2016年4月 - 6月、テレビ朝日） - 遠山茂 役[35]
- 月曜名作劇場 湯けむりバスツアー 桜庭さやかの事件簿7（2016年5月23日、TBS） - 葉山泰平 役
- ゴールドウーマン（2016年5月28日、テレビ朝日） - 庄司義彦 役
- 水族館ガール 第2話（2016年6月24日、NHK総合） - 猪田太一 役
- 希望ケ丘の人びと（2016年7月16日 - 8月13日、WOWOW） - 藤村 役
- 不機嫌な果実スペシャル〜3年目の浮気〜（2017年1月6日、13日、テレビ朝日） - 遠山茂 役
- 孤独のグルメ Season6 第1話（2017年4月8日、テレビ東京） - 島崎 役
- 堂場瞬一サスペンス 検証捜査（2017年7月5日、テレビ東京） - 弁護士・石井一樹 役
- ごめん、愛してる（2017年7月9日 - 9月17日、TBS） - 加賀美修平 役
- 伝七捕物帳2 第4回（2017年8月25日、NHK BSプレミアム） - 縄手の十蔵 役
- リピート〜運命を変える10か月〜（2018年1月11日 - 3月15日、読売テレビ） - 風間 役
- ニッポンに蒸気機関車が走った日（2018年4月11日、NHK BSプレミアム）
- 噂の女 第1話（2018年4月14日、BSジャパン） - 牧村清 役
- ハゲタカ 第1話（2018年7月19日、テレビ朝日） - 金田大作 役
- 下町ロケット（2018年10月14日 - 12月23日、TBS） - 辰野部長 役[36]
- みかづき（2019年1月26日 - 2月23日、NHK総合） - 国分寺努 役
- ピュア!〜一日アイドル署長の事件簿〜（2019年8月13日 - 8月15日、NHK総合） - 阿部源三 役
- 時効警察はじめました（2019年、テレビ朝日） - 花崎新一 役
- 大江戸スチームパンク（2020年1月19日 - 3月22日、テレビ大阪） - 平賀源内 役[37]
- Giri/Haji（2020年、BBC×Netflix） - 自称宝石泥棒 役
- 連続ドラマW「鉄の骨」（2020年4月18日 - 5月16日、WOWOW） - 長岡昇 役
- ハケンの品格 第2シリーズ 第3話（2020年7月1日、日本テレビ） - 牟田吉男 役
- キワドい2人-K2-池袋署刑事課 神崎・黒木（2020年9月11日 - 10月16日、TBS） - 澤登哲也（警視庁池袋署副署長）役
- 四国推し! 小豆島に移住してみた（2021年1月11日、NHK BS1） - 大衆食堂『瀬戸内』店主 役
- バイプレイヤーズ〜名脇役の森の100日間〜 第2シリーズ 第3話（2021年1月9日 - 3月27日、テレビ東京） - （役名不詳）
- 24 JAPAN（2021年1月22日 #15 テレビ朝日） - 番場衛二 役
- 華麗なる一族（2021年4月18日 - 7月11日 、WOWOW） - 綿貫千太郎 役
- 鉄オタ道子、2万キロ（2022年1月7日 - 3月25日、テレビ東京） - 黒羽則夫（雑誌『旅と鉄道』編集長）役
  - 鉄オタ道子、2万キロ〜秩父編〜（2024年9月5日・12日、テレビ東京）- 黒羽則夫 役（声の出演）
- DCU〜手錠を持ったダイバー〜 第4話（2022年2月6日、TBS） - 月島秀樹 役[38]
- 全力!クリーナーズ（2022年4月18日 - 6月20日、ABCテレビ） - 藤岡大二郎 役
- 妖怪シェアハウス-帰ってきたん怪- 第7話（2022年5月21日、テレビ朝日）- だいだらぼっち / 黒原光一 役[39]
- BSプレミアムドラマ 拾われた男 Lost Man Found（2022年6月26日 - (予定)、NHK BSプレミアム・ディズニープラス） - 有田 役[40]
- 初恋の悪魔 第2話（2022年7月23日、日本テレビ） - 安生日出夫 役[41]
- エルピス-希望、あるいは災い-（2022年10月24日 - 12月26日、関西テレビ・フジテレビ） - 木村卓 役[42]
- シッコウ!!〜犬と私と執行官〜（2023年7月4日 - 9月12日、テレビ朝日） - 砥沢譲吉 役[43]
- 家康と三成のスマホ（2023年9月5日 - 9月15日、NHK総合） - 本多正信 役[44]

### 映画
- 黄昏のアインシュタイン（1994年7月2日） - 駅員 役
- 着信アリ2（2005年2月5日） - 王の店の常連客 役
- HINOKIO（2005年7月9日）
- 全身と小指（2006年7月15日）
- 東京タワー 〜オカンとボクと、時々、オトン〜（2007年4月14日） - 編集長 役
- 受験のシンデレラ（2008年3月29日）
- 相棒 - 米沢守 役
  - 相棒 -劇場版- 絶体絶命! 42.195km 東京ビッグシティマラソン（2008年5月1日）
  - 相棒シリーズ 鑑識・米沢守の事件簿（2009年3月29日） - 主演
  - 相棒 -劇場版II- 警視庁占拠! 特命係の一番長い夜（2010年12月23日）
  - 相棒シリーズ X DAY（2013年3月23日）
  - 相棒 -劇場版III- 巨大密室! 特命係 絶海の孤島へ（2014年4月26日）
  - 相棒 -劇場版IV- 首都クライシス 人質は50万人! 特命係 最後の決断（2017年2月11日）
- ネコナデ（2008年6月28日） - 獣医 役
- 罪とか罰とか（2009年2月28日） - 林巡査部長 役
- 十三人の刺客（2010年9月25日） - 大竹茂助 役
- 明日やること ゴミ出し 愛想笑い 恋愛。（2010年10月9日） - 和田 役
- レオニー（2010年11月20日） - 郵便配達 役
- 月光ノ仮面（2012年1月14日） - 森乃家金太 役
- ウタヒメ 彼女たちのスモーク・オン・ザ・ウォーター（2012年2月18日） - 勝田芳彦 役
- 遠くでずっとそばにいる（2013年6月15日） - 谷口正之 役
- 謎解きはディナーのあとで（2013年8月3日） - プリンセスレイコ号調理部員 役
- 謝罪の王様（2013年9月28日） - 弁護士・高幡 役
- 悪夢ちゃん The 夢ovie（2014年5月3日、佐久間紀佳監督） - 井上達彦 役
- 超高速!参勤交代（2014年6月21日） - 今村清右衛門 役
  - 超高速!参勤交代 リターンズ（2016年9月10日） - 今村清右衛門 役
- ヒロイン失格（2015年9月19日） - 本人 役（特別出演）
- 闇金ウシジマくんザ・ファイナル（2016年10月22日） - 5億円借りにくる男 役
- 銀魂（2017年7月14日） - シャア・アズナブル 役
- 神さまの轍-CHECKPOINT OF THE LIFE-（2018年3月）　自転車おじさん 役
- 銀魂2 掟は破るためにこそある（2017年7月14日） - ブラック・ジャック 役
- 空飛ぶタイヤ（2018年6月15日） - 谷山耕次 役
- くらやみ祭りの小川さん（2019年10月25日） - 主演
- 前田建設ファンタジー営業部（2020年1月31日、バンダイナムコアーツ / 東京テアトル） - フワ 役
- 妖怪人間ベラ（2020年9月11日、DLE） - 霧島拓 役[45]
- おらおらでひとりいぐも（2020年11月6日、アスミック・エース） - 桃子の心の声「どうせ」役
- 大怪獣のあとしまつ（2022年2月4日、東映 / 松竹） - 杉原 公人 役
- ウェディング・ハイ（2022年3月12日、松竹） - 新田大造 役[46]
- ハケンアニメ!（2022年5月20日、東映） - 関 役[47]
- コンビニエンス・ストーリー（2022年8月5日、東映ビデオ） - 南雲 役
- 仕掛人・藤枝梅安（2023年2月3日、東映）- 大工の万吉（浮羽の為吉）役
- 映画 おいハンサム!!（2024年6月21日、東宝） - 幹九郎 役[48]
- カーリングの神様（2024年11月8日、ラビットハウス） - 土屋一郎 役[49][50][51]
- 劇場版ドクターX FINAL（2024年12月6日、東宝） - 赤川 役[52]
- 花まんま（2025年4月25日、東映） - 繁田宏一 役[53][54]

### 配信ドラマ
- 相棒 - 米沢守 役
  - 裏相棒2（2009年3月18日 - 4月8日）
  - 相棒 -劇場版III- 序章（2014年3月29日 - 4月19日、dビデオ）
- 民王番外編 秘書貝原と6人の怪しい客（2016年4月配信開始、ビデオパス・テレ朝動画） - 小中寿太郎（ナレーションのみ）[55]
- 田中圭24時間テレビ（2018年12月15日 - 12月16日、AbemaSPECIAL2） - 探偵、六角精児 (本人) 役[56]
- ガンニバル（2022年12月28日、Disney+） - 後藤清 役[57]
  - ガンニバル シーズン2（2025年3月19日 - 4月23日、Disney+ Star）[58]

### 舞台
- 洒落男たち〜モダンボーイズ〜（1994年、東京芸術劇場） - デッパ 役
- 吉本百年物語 キミとボクから始まった（2012年5月 - 6月、なんばグランド花月） - 林正之助 役
- 家族の基礎〜大道寺家の人々〜（2016年9月 - 10月、 シアターコクーン、刈谷市総合文化センター、梅田芸術劇場、浜松市浜北文化センター） - 五郎丸 役
- 俺節（2017年5月 - 6月、赤坂ACTシアター、オリックス劇場） - 流しの大野 役
- 怪人と探偵（2019年9月 - 10月、KAAT神奈川芸術劇場、兵庫県立芸術文化センター） - 中村警部 役
- レ・ミゼラブル（2021年5月 - 7月、帝国劇場、全国ツアー 2021年 8月 - 10月 大阪/福岡/松本） - テナルディエ 役
  - レ・ミゼラブル（2024年12月 - 2025年2月、帝国劇場、全国ツアー 2025年 3月 - 6月 大阪/福岡/松本/札幌/高崎）[59]
- ミュージカル『衛生』〜リズム＆バキューム〜（2021年7月9日 - 25日、TBS赤坂ACTシアター／7月30日 - 8月1日、オリックス劇場／8月9日 - 11日、久留米シティプラザ）
- 家政夫のミタゾノ THE STAGE 〜お寺座の怪人〜（2022年11月17日 - 27日、EX THEATER ROPPONGI / 12月3日・4日、森ノ宮ピロティホール） - 小田切尊徳 役[60][61]
- ミュージカル『ザ・ミュージック・マン』（2023年4月11日 - 5月1日、日生劇場 / 5月6日・7日、御園座 / 5月13日 - 15日、梅田芸術劇場メインホール / 5月20日・21日、静岡市清水文化会館マリナート 大ホール / 5月26日 - 28日、博多座） - ジョージ・シン町長 役[62]
- 隠し砦の三悪人（2023年7月28日 - 8月13日、明治座 / 8月24日 - 27日、新歌舞伎座） - 太平 役[63]
- 破門フェデリコ〜くたばれ!十字軍〜（2024年8月6日 - 9月1日、PARCO劇場 / 9月7日・8日、Niterra日本特殊陶業市民会館 ビレッジホール / 9月11日 - 16日、森ノ宮ピロティホール / 9月21日・22日、久留米シティプラザ ザ・グランドホール） - グレゴリウス 役[64]

### テレビアニメ
- クリスタル ブレイズ（2008年） - ポリリン 役

### ゲーム
- 相棒DS（米沢守）

### 吹き替え
- 空海-KU-KAI- 美しき王妃の謎（2018年） - 李白 役[65]

### ラジオ
- それ行け!HOMO LUDENS 六角恵畑の、リラックス・デラックス・チューズデイ（1988年11月 - 1991年3月、FM NACK5、毎週火曜日）
- Wanted!!（2013年3月、TBSラジオ・火曜担当）
- 六角精児と煙山光紀 今夜もオトパラ!（2014年10月3日 - 2015年3月27日（一部の局では20日まで）、ニッポン放送）
- 飛べサル名曲商店街（2015年6月17日 - 8月12日、文化放送吉田照美 飛べ!サルバドール 水曜日内）
- 鉄旅・音旅（NHKラジオ第1）
  - In Summer 〜音で楽しむ夏の鉄道旅〜 （2018年8月8〜10日）
    - 第1夜 「瀬戸大橋で明治・大正へ」 第2夜 「みちのく夏音列車」第3夜 「音鉄体感！ 蒸気機関車」

  - In Winter 〜音で楽しむ冬の鉄道旅〜 （2019年1月2〜3日）
    - 第1夜 「新年の鉄音はじめ！」 第2夜 「心ポカポカ冬音列車！」
- らじるの男（2018年11月5日 - 2019年3月29日、NHKラジオ第1・FM）
- らじるラボ（2022年10月6日 - 2023年3月16日、NHKラジオ第1、毎週木曜日）
- ふんわり（2023年4月6日 - 、NHKラジオ第1、毎週木曜日）

### CM
- 第一生命（1990年） - 田所守 役[66][67]
- 東京スター銀行 - 齋藤 役
- 大正製薬「リポビタンD」 ※『相棒 -劇場版- 絶体絶命! 42.195km 東京ビッグシティマラソン』とのタイアップCM。
- 黄桜 ※『相棒 -劇場版II- 警視庁占拠! 特命係の一番長い夜』とのタイアップCM。
- サントリーフーズ「エスプレッソーダ」（2012年） - 加瀬亮、遠藤憲一と共演。
- JR東日本「JR東日本アプリ」（2014年）
- 明星食品「低糖質麺 はじめ屋」（2015年）
- ラクスル（2017年 - ）[68]
- サントリー 「トリス・クラシック」（2019年12月 - ）

### その他
1990年代
- だっちゅーに! （1998年 - 1999年、名古屋テレビ）

2000年代
- エリンが挑戦! にほんごできます。（NHK教育）
- 超タイムショック史上最強のトルネードスピン大連発SP（2009年3月31日）

2010年代
- 鉄道写真物語 1枚にかける旅（2010年9月11日、18日、BS12）-（越中詩郎と）[69]
- 徹子の部屋（テレビ朝日）
  - 2011年1月6日 - 川原和久、大谷亮介、山中崇史とともにゲスト出演[70]
  - 2015年7月24日 - 単独ゲスト出演。
  - 2021年2月2日 - 浅丘ルリ子と共にゲスト出演、「石坂浩二を巡る奇遇な縁」
- お願い!ランキング（テレビ朝日 グッズ鑑識・米沢守）
  - お願い!ランキング GOLD（2011年7月2日、以前放送した「グッズ鑑識・米沢守」ものを起用）
- 鉄道チャンネル（CS）[71]
  - 鉄道ひとり旅（第22・23回、2013年2月21日・3月2日）
- ウチくる!?（2011年5月29日、フジテレビ） - ゲスト
- もしも明日…（2011年9月30日）
- 探検!秘境駅 〜超maniac travel guide〜（北海道テレビ放送） - 秘境駅ウォッチャー
- ネプリーグ（2012年4月16日）
- 爆笑 大日本アカン警察（2012年5月20日、フジテレビ）
- タモリ倶楽部（テレビ朝日、不定期出演）
- あさイチ（NHK総合） - 不定期出演
- ジンロリアン〜人狼〜（2013年4月4日、TBS）
- SWITCHインタビュー 達人達（2013年4月6日- 、NHK Eテレ） - 平岩紙と共にナレーション
- スタジオパークからこんにちは（2013年5月7日、2020年2月8日、NHK総合） - ゲスト（2020年2月8日は壇蜜と共に）
- コントの劇場 〜The Actors' Comedy〜（2013年7月26日・2014年1月31日、NHK BSP）
- 旅デューサー 福島交通飯坂線編（2013年9月2日、TOKYO MX）
- 同窓会〜有名人、母校へ帰る〜（2013年10月4日、TBS） - 名取裕子と共に母校・神奈川県立厚木高校を訪問。
- 有吉くんの正直さんぽ（2014年3月8日、フジテレビ）
- 鉄道・絶景の旅 第133回（2015年3月12日、BS朝日） - 番組初の特別ゲスト
- 六角精児の呑み鉄本線・日本旅（NHK BSP→BSP4K・BS）
- 鉄道伝説スペシャル さようなら時代を彩った鉄道たち -カシオペア、白鳥、キハ40・・・- （2016年4月23日、BSフジ）
- アメトーーク!（2017年1月26日・29日・2018年3月4日、テレビ朝日）[72][73] - 鉄道芸人・鉄道ファンクラブ
- ミャンマー なつかしの鉄道旅〜発見!大活躍の日本車両〜（2017年4月5日、NHK BSP）[74]
- イチオシ!スペシャル「六角精児とカイミの鉄道で行こう! 〜札沼線の旅〜」（2017年12月2日、北海道テレビ放送）
- 博多華丸のもらい酒みなと旅2（テレビ東京）
  - 「六角さんと平和島競艇へ」「平和島で六角さんと飲むばい！」「平和島で六角精児さんと本気飲み」（2017年12月24日、2018年1月14日、21日）
  - SP 「いきなり訪問!一升瓶でお邪魔します!!」（2018年6月2日） - ナレーション
  - 「恒例！六角サンと競艇からの本気飲み」「六角精児と十条で本気飲み」「六角精児と北区十条で本気飲み」（2019年1月6日、13日、20日）
- 鉄道沿線ひたすら歩き旅 品川～横浜ふれあい珍道中（2018年1月20日、テレビ東京）
- 幸せ!ボンビーガール（2018年1月23日、日本テレビ）
- 世界一周 魅惑の鉄道紀行（BS-TBS）
  - 2時間スペシャル「南米初の豪華夜行列車『ベルモンド アンデアン・エクスプローラー号』インカ帝国 アンデスの風になる！」（2018年2月5日）
  - 2時間スペシャル「南米初の豪華夜行列車の旅 インカ帝国 アンデス山脈を走る！ 神の鳥コンドルの谷×世界遺産 白い街」（2018年5月7日）
  - 「スイス世界遺産ベルニナ急行に乗って！絶景の氷河へ行こう！」（2018年8月27日）
  - 「あなたの知らないスイスへ！世界遺産の図書館×ライン滝の瀑布×ヘップバーン愛の誓い」（2018年9月24日、番組最終回）
- ニッポンに蒸気機関車が走った日 (2018年4月11日、NHK BSP)
- ありがとう三江線!あすへの出発（2018年4月13日、NHK総合 中国地方向け ※岡山は別番組）
- アウト×デラックス (2018年4月19日、フジテレビ)「色々気づくのが遅い55歳 俳優・六角精児」
- NNNドキュメント「つなげるか未来へ〜豪雨1年 ローカル線の光と影〜」（2018年7月29日、福岡放送、テレビ大分） - ナレーション
- 世界一受けたい授業 (2018年9月8日、日本テレビ) - 「頭に来てもアホとは戦うな！嫌味上司への対処法」（ビデオの嫌味な上司役）
- プレミアムカフェ「決定版 最長片道切符の旅」第1回〜第3回（2018年10月1日〜3日、NHK BSP） - スタジオゲスト
- 世界の何だコレ!?ミステリー（フジテレビ）
  - 2019年2月13日 - 愛知・俳優 六角精児が熱血解説！ まもなくダムに沈む山奥の廃駅（田口線）
  - 2019年5月8日 - 約60年前に廃線…幻の鉄道がこんな山奥に?（草軽電気鉄道）
  - 2019年7月3日 - 岩手／湖から姿を現す！「銀河鉄道の夜」のモデルとなった廃線跡!?（岩手軽便鉄道）
  - 2019年7月31日 - 41年前の廃線跡がこんな所に!? （岐阜県北恵那鉄道線）
  - 2019年11月27日 - 六角精児と巡る…美しき廃線の世界（鳥取県倉吉線）
  - 2020年2月5日 - 山奥にたたずむ貴重な廃線跡（大分県・熊本県宮原線）
  - 2020年2月19日 - 今もひっそりと眠り続ける…56年前の廃線跡（熊本県熊延鉄道）
- ごごナマ おしゃべり日和「六角精児」（2019年2月19日、NHK総合）
- 花は咲く〜走れ！サンテツver．〜（5分版：2019年3月23日 - 、1分版：2019年3月25日 - 、メイキング版：2019年3月31日 - 、Ver. 2：2019年8月11日 - 、「復旧がんばれ！」版：2019年11月27日 - 、NHK総合）[75]、花は咲くスペシャル「歌が紡いだ10年の物語」：2021年3月6日
- たけしのニッポンのミカタ!（テレビ東京）
  - 2019年4月19日 - 乗り鉄VS秘境シンガー推薦秘境めし
  - 2019年7月19日 - 知らぬ間に激変!? ニッポンの酒場最前線
- NHKスペシャル 東京ミラクル2 巨大鉄道網 秒刻みの闘い (2019年6月29日、NHK総合) - ナレーター
- 鳴らす者たち～music phoenix～（2019年8月27日、北海道テレビ放送） - 六角精児バンド／沼フェス
- 人生最高レストラン 借金1千万&バツ3男の人生最低!? レストラン（2019年9月14日、TBS）
- 春風亭昇太の少年時代工房（2019年10月9日、BS朝日） - オリジナル豆腐作り
- 日曜ビッグバラエティ どうしてこうなった!?ドン底人生からの救出SP（2019年12月8日、テレビ東京） - ナレーター

2020年代
- 所さんの学校では教えてくれないそこんトコロ!（2020年1月31日、テレビ東京）
- 発見!タカトシランド（北海道文化放送）
  - 2020年2月21日 - 「札幌・澄川エリアでイイとこ探し！」
  - 2020年2月28日 - 「札幌・伏見 環状通エリアでイイとこ探し！」
  - 2020年11月20日 -「札幌・新札幌エリアでイイとこ探し！
  - 2020年11月27日 -「札幌・上野幌エリアでイイとこ探し！
- 超逆境クイズバトル!!99人の壁（2020年2月22日、フジテレビ）「JR・私鉄・旅行会社99人が集結!鉄道旅SP」- SPワンマッチゲスト
- あてなよる（NHK BS4K・BSP）
  - 2020年3月9日 - 「練り物で呑む」
  - 2020年8月24日 - 「スパイスで呑む」
- アーカイブス秘蔵映像でよみがえる にっぽんの廃線100（2020年5月6日、NHK総合・2020年8月1日、NHK BSP）
- 友近・礼二の妄想トレイン （BS日テレ）
  - # 3「とれいゆつばさで行く山形・自然ふれあいの旅」（2020年6月22日）
  - # 39「京都・大阪・兵庫、三都巡りの旅」（2021年5月3日）
  - # 82「新潟・長岡大花火」（2022年7月25日）
  - # 116「只見線で行く奥会津秘境&霧幻峡の旅」（2023年6月27日）
  - # 168「六角精児が『はなあかり』で行く冬の城崎温泉」（2025年2月11日）
- チャリダー★（2020年6月27日、NHK BS1）「日本のすばらしい道スペシャル」
- チマタの噺（2020年7月14日、テレビ東京）「鶴瓶も爆笑!六角精児のダラダラ人生…かつての恋人も登場!」
- 出没!アド街ック天国（テレビ東京）
  - 2020年9月5日 ～下北沢～
  - 2022年10月29日 - 秋の小旅行は鉄道でGO!【楽しい鉄道スポットがある街】（VTR出演）
  - 2024年7月6日 -【下北沢】懐かしの“昭和”時代へタイムトリップ!
- サワコの朝 （2020年9月12日、毎日放送）
- ありがとう三江線!あすへの出発（2020年9月24日、NHK BSP）
- 閃いたら勝ち（2020年9月24日、TBS） - 関水渚とともにチーム役者バカとして出演
- 明日へ つなげよう サンドの東北酒場で逢いましょう「世界一!?で盛り上げろ」（2020年10月11日、NHK総合）
- 芸能人が本気で考えた!ドッキリGP（2020年10月24日、フジテレビ） - 鉄道知識バトル・勝ったら激レアサプライズ・芸能界最強！六角vsマニア小学生軍団
- オトナの楽園 昇太秘密基地（2020年12月17日、BS朝日）「六角精児と大豆と湧き水でアウトドア豆腐作り!基地で生ライブも」（少年時代工房のリベンジ）
- この道の先には何がある?【気になるあの道徹底調査SP】（2020年12月28日、テレビ東京）- 「富山から岐阜に繋がる“ぶり街道"を爆笑調査!」（王林）
- 絶対に笑ってはいけない大貧民GoToラスベガス24時!（2020年12月31日、日本テレビ）- カジノの客 役
- 麺鉄 メン食い鉄道 絶景の旅（BS-TBS）
  - 2021年3月7日 - ＃1 冬の北海道 留萌本線&根室本線編
  - 2021年6月19日 - ＃3 初夏の九州 久大本線&熊本電鉄&熊本市電編
  - 2022年1月30日 - 冬の北海道 留萌本線&根室本線&釧網本線編 ※ ＃1と＃2（市川紗椰）の合体再編集版
  - 2022年2月22日 - 真冬の東北 奥羽本線&五能線&津軽鉄道&青い森鉄道&八戸線&三陸鉄道編（前半の津軽鉄道まで）
  - 2022年3月27日 - 早春の四国 予讃線&予土線&土佐くろしお鉄道編
  - 2022年12月18日 - 初冬の山陽・山陰 姫新線・伯備線・山陽本線編&若桜鉄道・山陰本線・一畑電車・木次線編（前半の山陽本線まで）
  - 2023年6月3日 - 初夏の九州 久大本線&熊本電鉄&熊本市電編
  - 2023年6月25日 - 特別編＃8 新緑の静岡編 東海道本線・岳南電車線・大井川鐵道&天竜浜名湖鉄道・遠州鉄道編（前半の大井川鐵道まで）
  - 2024年6月29日 - 特別編#10 新緑の中国地方 福塩線・山陽本線・呉線・広島電鉄編&山陽本線・山口線・山陰本線編（2時間SPの前半。後半は市川紗椰）
  - 2025年3月29日 - 特別編#13 台湾鉄道 西部幹線編 ＜縦貫線（北段・南段）、台中線（山線）＞＆ 屏東線　南廻線　東部幹線 ＜台東線　北廻線　宜蘭線＞　平渓線　縦貫線（北段）編（2時間SPの前半。後半は市川紗椰）
  - 2025年7月20日 - 特別編#14 初夏の関西編 加古川線・北条鉄道・福知山線・山陰本線・舞鶴線・京都丹後鉄道編＆北陸本線・湖西線・琵琶湖線・近江鉄道編（2時間SPの前半。後半は市川紗椰）
- クイズ!あなたは小学5年生より賢いの?（2021年4月16日、日本テレビ）
- 甦れ! 東北の鉄路2022 3.11を忘れない 東北に石油を運べ!（2022年3月6日、BSフジ） - ナビゲーター
- BSコンシェルジュ「六角精児の呑み鉄本線・日本旅 〜六角精児〜」（2022年3月8日、NHK総合・BS1）
- VS魂（2022年4月14日、フジテレビ）- 「ご当地レトルトカレー陣取り合戦」
- 日経ニュース プラス9「ニッポンの現場」（2022年4月28日、BSテレ東） - ナレーター
- 能町みね子のニッポン駅歩き（2022年5月19日、BSテレ東）
- 今夜はナゾトレ（2022年8月9日、フジテレビ）「夏の鉄道旅SP」
- SDGs特別編 植野食堂 ふるさと駅弁作りの旅（2022年8月27日、BSフジ）
- あしたの内村!!（2022年8月29日、フジテレビ）「最新新幹線&超豪華タワマン徹底調査! TV初解禁づくし2時間SP」
- すみません、ココやってますか? 【隠れすぎなヤバい飲食店に勇気を出して潜入】（2022年9月19日、テレビ東京）
- 六角精児と楽しむ! 8K鉄路紀行（2022年10月9日、BS4K・BS8K; 10月12日、BSP）
- 鉄オタ選手権 （NHK BSP→NHK BS）
  - 2022年10月15日 - 2時間SP! 鉄道開業150年 & JR東日本・新幹線の陣 - VTRでクイズ出題（峠の力餅）。
  - 2023年12月1日 - BS鉄道番組大集合の陣! 難問珍問に鉄オタメンバーが挑む! - VTRでクイズ出題（糠平湖のタウシュベツ川橋梁）。
- TV70年! 蔵出し映像まつり（2023年2月4日、NHK総合） - 司会
- 漫画家イエナガの複雑社会を超定義「まさか! シモキタのごちゃごちゃが世界を制す?」（2023年3月3日、NHK総合）
- クイズプレゼンバラエティー Qさま!!（テレビ朝日）
  - 2023年5月1日 -「旅の専門家が選んだ! ゴールデンウィークに行くべき! 全国の駅ベスト10から出題SP!」
  - 2023年11月6日 -「2023年最新版! 旅のプロが選ぶ! この秋行きたい日本全国の駅ランキング　ベスト20から出題SP!」
- 武将温泉 〜名将の陰に名湯あり〜 ＃2（2023年5月13日、NHK BSP）
- 人志松本の酒のツマミになる話 ＃103（2023年5月26日、フジテレビ）
- ワルイコあつまれ（2023年7月15日、NHK Eテレ）- 野口英世 役
- 和田明日香とゆる宅飲み（2024年1月25日、BSテレ東）- 初回ゲスト
- 東京柴犬散歩（2024年3月3日 - 3月17日、BS松竹東急）- ナレーター
- テレメンタリー2024「きょうも0人 ～芸備線 無人駅の守りびと～」（2024年4月10日、テレビ朝日）- ナレーター
- わが家の最寄りは秘境駅（2024年12月26日、2025年7月24日、BS日テレ/BS日テレ4K）- ナビゲーター
- 関口宏の雑誌の記憶「東京の私鉄 前・後編」（2025年6月21日、28日、BS朝日/BS朝日4K）- ゲスト

## 著書
- 三角でもなく 四角でもなく 六角精児（講談社 2012年12月10日）
- 少し金を貸してくれないか 続・三角でもなく 四角でもなく 六角精児（講談社 2014年3月25日）
  - 役者とギャンブル：三角でもなく 四角でもなく 六角精児（ちくま文庫、2025年6月）ISBN 978-4-480-44024-2。新編・解説横内謙介
  - 呑み鉄とギター：三角でもなく 四角でもなく 六角精児（ちくま文庫、2025年7月）ISBN 978-4-480-44025-9。新編・解説春風亭昇太
- 六角精児の無理しない生き方（主婦の友社 2023年6月1日） ISBN 978-4-074-54630-5

関連書籍
- 六角精児 鉄旅の流儀（JTBパブリッシング 2014年8月20日）ISBN 978-4-533-09924-3
- 六角精児「呑み鉄」の旅（世界文化社、2016年8月3日）ISBN 978-4-418-16237-6
- 六角精児の呑み鉄本線・日本旅（KADOKAWA 2025年2月20日）ISBN 978-4048978385